# Chilocorellus
Chilocorellus – rodzaj chrząszczy z rodziny biedronkowatych i podrodziny Coccinellinae. Obejmuje 8 opisanych gatunków. Występują w Azji Wschodniej i Południowo-Wschodniej.

## Morfologia
Chrząszcze o okrągłym do szeroko-owalnego w zarysie, wysklepionym w stopniu umiarkowanym do mocnego, niemal półkulistym ciele długości od 2,2 do 3,3 mm i szerokości od 1,1 do 3 mm. Wierzch ciała mają nagi.
Dość małych rozmiarów, silnie hipognatyczna głowa cechuje się szerokim, płaskim, punktowanym czołem oraz dużymi i niepodzielonymi występem, ale wciętymi przy nasadach czułków oczami złożonymi, zbudowanymi z grubych ommatidiów. Krótki i poprzeczny nadustek ma krawędź przednią pośrodku wykrojoną. Czułki buduje jedenaście członów, z których trzonek jest wydłużony i zakrzywiony przy podstawie, nóżka gruba i tak szeroka jak trzonek, człony od trzeciego do piątego smukłe, a te od szóstego do ósmego wyraźnie krótsze i mniej więcej tak długie jak szerokie. Trzy ostatnie człony są lekko rozszerzone i formują wrzecionowatą, porośniętą szczecinkami buławkę. Poprzeczna warga górna ma zaokrąglony przód i porośniętą długimi, gęsto rozmieszczonymi szczecinkami powierzchnię. Niemal trójkątne w zarysie żuwaczki mają po dwa ostre i gładkie ząbki na wierzchołkach, natomiast mole są niesymetryczne i podczas gdy lewa ma dwa ząbki, prawa dysponuje tylko jednym. Głaszczki szczękowe zbudowane są z czterech członów, z których pierwszy jest mały, drugi dwukrotnie dłuższy niż szeroki i kolankowato zgięty, trzeci krótki, a czwarty smukły i silnie, ukośnie ścięty na szczycie. Spośród trzech członów budujących głaszczki wargowe pierwszy jest drobny, drugi przysadzisty, a ostatni smukły ze stożkowatym, spiczastym wierzchołkiem. Warga dolna ma trapezowatą, silnie nasadową zwężoną bródkę i widoczne od spodu miejsca osadzenia głaszczków na przedbródku.
Poprzeczne, szeroko łukowate przedplecze ma wykrojony brzeg przedni, zaokrąglone brzegi boczne i tylny oraz rozwarte i zaokrąglone kąty tylne. Bardzo małych rozmiarów tarczka ma trójkątny zarys. Wysklepione pokrywy mają rozwarte i niezaokrąglone kąty przednio-boczne, wyraźnie wykształcone guzy barkowe, szeroko i na całej długości rozpłaszczone brzegi boczne oraz gęsto pokrytą równych rozmiarów punktami powierzchnię. Szerokie, osiągające ćwierć szerokości pokrywy epipleury dochodzą do ich wierzchołków. Skrzydła tylnej pary są w pełni wykształcone. Przedpiersie ma kształt litery T i powierzchnię pokrytą niewyraźnym punktowaniem oraz złocistym owłosieniem. Wyrostek międzybiodrowy przedpiersia jest wąski, znacznie węższy niż przednie biodra i pobawiony żeberek. Na szerokich hypomerach brak jest dołków. Śródpiersie (mezowentryt) i zapiersie (metawentryt) są niewyraźnie punktowane, złociście owłosione i wytwarzają szeroki wyrostki międzybiodrowe. Linie udowe zapiersia są kompletne, sykające się pośrodku kątowato. 
Odnóża są gęsto owłosione. Biodra pary przedniej i tylnej są poprzeczne, środkowej zaś owalne. Kształt wszystkich krętarzy jest prawie trójkątny. Uda są grube, dwukrotnie szersze niż golenie. Stopy są zbudowane z czterech członów, z których trzeci jest drobny, a ostatni smukły, zwieńczony wąskimi, dwuzębnymi pazurkami.
U obu płci na spodzie odwłoka widocznych jest pięć sternitów (wentrytów), z których pierwszy ma niekompletne linie udowe, drugi jest nieco krótszy od pierwszego, trzeci tak długi jak czwarty, a ostatni dłuższy od czwartego i zaokrąglony na tylnym brzegu. Genitalia samca mają symetrycznie zbudowany, smukły tegmen z błoniastą częścią nasadową i T-kształnym, rozszerzonym wierzchołkowo trabesem. Płat środkowy (ang. penis guide) jest w widoku bocznym i brzusznym krótki. Na szczytach smukłych paramer rosną szczecinki. Samo prącie jest długie, smukłe, zakrzywione, zaopatrzone w ząbki. Kapsuła prącia ma dobrze rozwinięte ramię wewnętrzne, natomiast ramię zewnętrzne jest zredukowane. Genitalia samicy cechują trójkątne gonokoksyty z oszczecinionymi wierzchołkami i dobrze widocznymi gonostylikami.

## Rozprzestrzenienie
Rodzaj ten rozprzestrzeniony jest we wschodniej części krainy orientalnej. Północną granicę zasięgu osiąga w chińskim Junnanie, gdzie występują endemicznie trzy jego gatunki. Największą różnorodność osiąga na Filipinach, skąd znane są cztery jego gatunki. Poza tym po jednym jego gatunku stwierdzono w Laosie i na indonezyjskiej wyspie Ambon.

## Taksonomia
Rodzaj ten wprowadzony został w 1994 roku przez Mutsuo Miyatake jako takson monotypowy. W tej samej publikacji opisany został jego gatunek typowy, Ch. luzonicus. Nazwa rodzajowa jest zdrobnieniem od naukowej nazwy okrajki (Chilocorus), którą rodzaj ten przypomina wyglądem. Miyatake umieścił ten rodzaj w podrodzinie Sticholotidinae, której potem obniżono status do rangi plemienia Sticholotidini w obrębie podrodziny Coccinellinae. Jako mu najbliższy pod względem budowy wskazywano rodzaj Synonychimorpha. W 2011 roku Ainsley Seago i współpracownicy dokonali morflologiczno-molekularnej analizy filogenetycznej na podstawie wyników której przenieśli ten rodzaj do plemienia Chilocorini, gdzie zajął pozycję siostrzaną dla rodzaju okrajka. W 2020 roku kolejną morflologiczno-molekularną analizę filogenetyczną przeprowadzili Li i współpracownicy; jej wyniki z kolei wykluczyły przynależność Chilocorellus do Chilocorini.
Do rodzaju tego należy 8 opisanych gatunków:
- Chilocorellus denspinulifer Zhang et Wang, 2020
- Chilocorellus fistulachaetodontus Zhang et Wang, 2020
- Chilocorellus luzonicus Miyatake, 1994
- Chilocorellus protuberans Wang & Ren, 2010
- Chilocorellus quadrimaculatus Wang & Ren, 2010
- Chilocorellus seleuyensis Wang & Ren, 2011
- Chilocorellus tenuous Wang & Ren, 2010
- Chilocorellus uncinacanthus Zhang et Wang, 2020